# Echinococcus
Echinococcus, del griego clasico ἐχῖνος (ekhînos), "erizo", y κόκκος (kókkos), "esfera", en un género de cestodos perteneciente a la familia Taeniidae, que parasita carnívoros en su fase adulta (generalmente cánidos) y una gran variedad de herbívoros y omnívoros en la fase larvaria, generalmente en hígado y pulmón, aunque pueden encontrarse en casi cualquier tejido, incluido el tejido óseo. 
La especie más importante es Echinococcus granulosus (tenia del perro) que se mantiene en un ciclo perro-oveja y causa la mayoría de los casos de hidatidosis humana. Otra especie rara pero importante como agente etiológico de una enfermedad emergente es Echinococcus multilocularis (tenia del zorro), la cual causa una forma tumoral letal que compromete generalmente al hígado (simula un cáncer hepático); es la denominada equinococosis alveolar.

## Características

Ciclo de Echinococcus granulosus.

Los adultos, a diferencia de otros ténidos, son muy pequeños (2-7 mm) y tienen un proglotis grávido con útero en forma de saco. La forma larvaria se denomina quiste hidatídico y puede alcanzar gran tamaño. 
El quiste hidatídico es una vesícula repleta de líquido cristalino, cuya membrana interior (germinativa) se reproduce de forma asexual, formando miles de protoescólices en su interior, y por procesos de endogemación o exogemación, según la especie, vesículas idénticas en su interior (vesículas hijas) o externas, que se infiltran en el tejido circundante o formando metástasis en otros órganos, que a su vez pueden formar nuevos protoescólices, mientras en otras especies de quistes septados. La capacidad de la larva y los protoescólices de formar nuevas larvas idénticas es exclusiva de este género.